# San Angelo
San Angelo é uma cidade localizada no estado norte-americano do Texas, no Condado de Tom Green. A cidade foi fundada em 13 de março de 1874.

## Demografia
Segundo o censo norte-americano de 2000, a sua população era de 88.439 habitantes.
Em 2006, foi estimada uma população de 88.300, um decréscimo de 139 (-0.2%).

## Geografia
De acordo com o United States Census Bureau tem uma área de
150,9 km², dos quais 144,8 km² cobertos por terra e 6,1 km² cobertos por água.

## Localidades na vizinhança
O diagrama seguinte representa as localidades num raio de 44 km ao redor de San Angelo.